# Fu Haifeng
Fu Haifeng (en chino: 傅海峰; Huilai, 2 de enero de 1984) es un deportista chino que compite en bádminton, en la modalidad de dobles mixto.
Participó en cuatro Juegos Olímpicos de Verano, obteniendo tres medallas en la prueba de dobles, plata en Pekín 2008 (junto con Cai Yun), oro en Londres 2012 (con Cai Yun) y oro en Río de Janeiro 2016 (con Zhang Nan).
Ganó seis medallas en el Campeonato Mundial de Bádminton entre los años 2003 y 2013. En los Juegos Asiáticos consiguió tres medallas entre los años 2006 y 2014.

## Palmarés internacional
| Juegos Olímpicos   | Juegos Olímpicos         | Juegos Olímpicos  | Juegos Olímpicos |
| Año                | Lugar                    | Medalla           | Prueba           |
| ------------------ | ------------------------ | ----------------- | ---------------- |
| 2008               | Pekín (China)            | Medalla de plata  | Dobles           |
| 2012               | Londres (Reino Unido)    | Medalla de oro    | Dobles           |
| 2016               | Río de Janeiro (Brasil)  | Medalla de oro    | Dobles           |
| Campeonato Mundial |                          |                   |                  |
| Año                | Lugar                    | Medalla           | Prueba           |
| 2003               | Birmingham (Reino Unido) | Medalla de bronce | Dobles           |
| 2006               | Madrid (España)          | Medalla de oro    | Dobles           |
| 2009               | Hyderabad (India)        | Medalla de oro    | Dobles           |
| 2010               | París (Francia)          | Medalla de oro    | Dobles           |
| 2011               | Londres (Reino Unido)    | Medalla de oro    | Dobles           |
| 2013               | Cantón (China)           | Medalla de bronce | Dobles           |
| Juegos Asiáticos   |                          |                   |                  |
| Año                | Lugar                    | Medalla           | Prueba           |
| 2006               | Doha (Catar)             | Medalla de oro    | Equipo           |
| 2010               | Cantón (China)           | Medalla de oro    | Equipo           |
| 2014               | Incheon (Corea del Sur)  | Medalla de plata  | Equipo           |